# 野口洋一
野口 洋一（のぐち よういち、1978年7月2日 - ）は、日本の実業家。

## 概要
千葉県出身。立教大学理学部物理学科を卒業後、株式会社ビーコンITに就職。4年間システムエンジニア、プロジェクトマネージャ等を務め、準備期間ののち独立。
現在、共同経営を含む4社のオーナーであり、4社の経営に携わる。近年は、事業家・起業家としてのスタイルから、マイクロエンジェル(小額出資＋アドバイザー)としてのスタイルに活動の重きを置き、共同事業、新規事業を積極的に行っている。

## 経歴

### 学歴
- 1997年、昭和学院秀英高等学校卒業
- 2001年、立教大学理学部物理学科卒業

### 職歴
- 2001年、株式会社ビーコンITに就職
- 2004年、株式会社ビーコンITを退職
- 2007年、株式会社オレンジスピリッツ代表取締役に就任
- 2008年、ジーニアスファクトリー株式会社取締役COO/CMOに就任
- 2009年、ウェブフォース株式会社を設立
- 2014年、ジーニアスファクトリージャパン株式会社代表取締役に就任

## 著書
- 『レバレッジド・マーケティング」でできる超効率的「集客」法』 九天社、2007年。
- 『あなたのビジネスを10倍加速させる！ 実践twitterマーケティング』 ごま書房、2010年。
- 『ツイッターで小さなお店の売上を200%アップさせる方法 ～実践twitterマーケティング【繁盛編】～』 ごま書房、2010年。